# خانقاه‌های نعمت‌اللهی
خانقاه‌های نعمت‌اللهی خانقاه‌های خلوتخانه صوفیان است و قرارگاه آنان، مجلس اهل حال است و مکتب سیر کمال. سالکان الی اللّه در آن آیند تا زنگ تَعیُّن از آیینهٔ دل بِزُدایند. کعبهٔ عاشقان است و قبلهٔ صادقان. حریم اهل راز است و محراب پاکدلان بی‌نیاز. مأمن رِندان سینه‌چاک است و از خود گذشتگان بی‌باک، منزل ارباب وفا است و اصحاب صفا. در فضایش جز نوای دوست نشنوی، و در هوایش جز نسیم محبت و وفا نبویی. طالبانش دل و دین داده‌اند و برای جانبازی و فداکاری آماده. ساکنانش از همه چیز جز خدا بیگانه‌اند و از همهٔ عقلا برکنار و دیوانه. بزرگانش از ما و من برکنارند و دعوی انا الحق دارند. آری عاشق شگفتی‌ها دارد که عقل آنها را جنون می‌شمارد، همت دلیرانه‌ای باید که عِقال عَقل را بگشاید و به فتوای جنون از خود بیرون شود و به خانقاه درآید، تا از هرچه گمان برد فزونتر آید و دریابد که خانقاه ملک عرش است و عرش ملکوت خانقاه. 
سلسله نعمت‌اللهی و مجتمع خانقاهی آنان از آغاز قرن نهم تا کنون دایر و پابرجاست و به اقتضای قبول و رد اجتماعی، زمانی در حال نهضت و گاهی در حال فترت همچنان به حیات خود ادامه داده است. 
در شهرهای ناحیه خراسان خانقاه‌هایی ساخته شده بود که یکی از آنها خانقاه شاه‌نعمت‌الله ولی در شهر مرو است. 
در ناحیه کرمان و یزد، شاه‌نعمت‌الله ولی با کمک مالی سلطان اسکندر نواده تیمور گورکان در قریه تفت سی‌وشش کیلومتری یزد و سپس در ماهان خانقاه ساخت. در این زمان اعقاب روزبهان بقلی هم در ماهان دارای خانقاه بوده‌اند. 
در سالهای اخیر برای تجدید فعالیت مسلک عرفانی در شهر یزد، به دستور مونسعلی‌شاه و کوشش آقای قاسمی بر بالای تربت امیرنظام‌الدین اسحق از فرزندان شاه نعمت‌الله ولی خانقاهی ساخته شده است. 
تاریخ بنای خانقاه که آقای حاج میرزاعبدالحسین ذوالریاستین نعمت‌اللهی شیرازی ملقب به مونسعلی‌شاه در تهران احداث کرد بسال ۱۳۱۵ شمسی موافق با ۱۳۵۵ قمری هجری. آقای ذوالریاستین از اقطاب کنونی سلسله نعمت‌الهیه در تهران نزدیک چهارسو چوبی خانه‌یی ابتیاع فرمود که آنرا بنام خانقاه خواندند و اکنون محل نشیمن معظم‌له در تهران است. 

## ایران
خانقاه‌های سلسله نعمت‌اللهی در ایران به شرح زیر است:
۱- خانقاه نعمت‌اللهی در تهران، استان تهران، تأسیس: ۱۳۱۵ خورشیدی، توسعه: از سال ۱۳۳۵ خورشیدی

۲- خانقاه نعمت‌اللهی در کرمانشاه، استان کرمانشاه، تأسیس ۱۳۱۵ خورشیدی، خرید و توسعه و مرمت: پس از زعامت دکتر جواد نوربخش، وقف‌نامه رسمی و ثبتی به شماره ۹۳۲

۳- خانقاه نعمت‌اللهی در قوچان، استان خراسان، تأسیس: ۱۳۲۶ خورشیدی، پلاک ثبتی ۱۷۶۹/۱

۴- خانقاه نعمت‌اللهی در یزد، استان یزد، تأسیس: ۱۳۲۷ خورشیدی، پلاک ثبتی ۳۷۷۱ بخش ۲

۵- خانقاه نعمت‌اللهی در سیرجان، استان کرمان، تأسیس: ۱۳۲۸ خورشیدی

۶- خانقاه نعمت‌اللهی در مشهد، استان خراسان، تأسیس: ۱۳۲۸ خورشیدی، توسعه: ۱۳۴۰ خورشیدی، پلاک ثبتی ۳۵۸

۷- خانقاه نعمت‌اللهی در همدان، استان همدان، تأسیس توسط مونس‌علیشاه، توسعه: ۱۳۵۰ خورشیدی، پلاک ثبتی ۲۶۷۴

۸- خانقاه نعمت‌اللهی در صغاد، استان فارس، تأسیس توسط مونس‌علیشاه، پلاک ثبتی ۱۱۵۴/۹۹۲۲، در اوایل دهه ۱۳۶۰ خورشیدی، بنای این خانقاه توسط شهرداری تخریب شد.

۹- خانقاه نعمت‌اللهی در بم، استان کرمان، تأسیس: ۳۲–۱۳۳۱ خورشیدی، پلاک ثبتی ۱/۵۰۴۵، در زلزله صبح روز ۵/۱۰/۸۲ بنای خانقاه تخریب شد.

۱۰- خانقاه نعمت‌اللهی در زاهدان، استان سیستان و بلوچستان، تأسیس: ۱۳۳۳ خورشیدی

۱۱- خانقاه نعمت‌اللهی در زاهدان، استان سیستان و بلوچستان، تأسیس: ۱۳۵۵ خورشیدی

۱۲- خانقاه نعمت‌اللهی در زنجان، استان زنجان، تأسیس: ۱۳۳۴ خورشیدی، پلاک ثبتی ۳/۵۳۰۰

۱۳- خانقاه نعمت‌اللهی در ماکو، استان آذربایجان غربی، تأسیس: ۱۳۳۷، پلاک ثبتی ۱۴۶

۱۴- زمین موقوفه خانقاه نعمت‌اللهی در منطقه جنت‌آباد تهران، استان تهران، اهدا و وقف: ۱۳۳۷ خورشیدی، پلاک ثبتی ۱۳۱/۱۲۳ بخش ۱۱ شمیران، اهدا و وقف: ۱۳۶۲ خورشیدی، پلاک ثبتی بقیه پلاک فوق

۱۵- خانقاه نعمت‌اللهی در رشت، استان گیلان، تأسیس: ۱۳۳۸ خورشیدی،

۱۶- خانقاه نعمت‌اللهی در شاهرود، استان سمنان، تأسیس: ۱۳۳۹ خورشیدی، توسعه: ۱۳۵۶ خورشیدی، پلاک ثبتی ۱۱۱۲/۱۰۴۳ و ۲/۲۵۶۲

۱۷- خانقاه نعمت‌اللهی در قصر شیرین، استان کرمانشاه، تأسیس: ۱۳۳۹ خورشیدی، این خانقاه در زمان جنگ تخریب شد

۱۸- خانقاه نعمت‌اللهی در ماهان، استان کرمان، تأسیس: ۱۳۴۰ خورشیدی، توسعه: ۱۳۵۶ خورشیدی، پلاک ثبتی ۳۱۲۸/۱

۱۹- خانقاه نعمت‌اللهی در کرمان، استان کرمان، مرمت: ۱۳۴۰ خورشیدی، توسعه: ۱۳۵۰ خورشیدی

۲۰- خانقاه نعمت‌اللهی در تبریز، استان آذربایجان شرقی، مرمت: ۱۳۴۰ خورشیدی، در تاریخ ۹/۶/۱۳۶۹ خورشیدی کل بنا تخریب و توسط شهرداری به فضای سبز تبدیل شد. پلاک ثبتی: ۲۱۷

۲۱- خانقاه نعمت‌اللهی در ارومیه، استان آذربایجان غربی، تأسیس: ۱۳۴۰ خورشیدی، توسعه: ۱۳۴۴ خورشیدی، پلاک ثبتی ۲ و ۱/۱۱۶

۲۲- خانقاه نعمت‌اللهی در تربت حیدریه، استان خراسان، تأسیس: ۱۳۴۰ خورشیدی، در تاریخ ۲۸/۱۲/۱۳۷۸ توسط شهرداری تخریب گردید. پلاک ثبتی قطعه ۲۱ از ۹/۲۳۴

۲۳- خانقاه نعمت‌اللهی در سنندج، استان کردستان، تأسیس: ۱۳۴۰ خورشیدی

۲۴- خانقاه نعمت‌اللهی در سراوان، استان سیستان و بلوچستان، تأسیس: ۱۳۴۰ خورشیدی

۲۵- خانقاه نعمت‌اللهی در سمنان، استان سمنان، تأسیس: ۱۳۴۱ خورشیدی

۲۶- خانقاه نعمت‌اللهی در اهواز، استان خوزستان، تأسیس: ۱۳۴۱ خورشیدی، پلاک ثبتی ۲۲۷۰۹ و ۲۲۷۱۰

۲۷- خانقاه نعمت‌اللهی در بیرجند، استان خراسان، تأسیس: ۱۳۴۲ خورشیدی، نوسازی: ۱۳۵۶ خورشیدی، پلاک ثبتی سند دستی طبق عرف محل

۲۸- خانقاه نعمت‌اللهی در جوپار، استان کرمان، تأسیس: ۱۳۴۲ خورشیدی، پلاک ثبتی سند دستی

۲۹- خانقاه نعمت‌اللهی در آباده، استان فارس، تأسیس: ۱۳۴۳ خورشیدی، توسعه: ۱۳۵۳ خورشیدی، پلاک ثبتی ۱/۲۲۵۱ و بخشی از ۲۳۶۰

۳۰- خانقاه نعمت‌اللهی در لنگرود، استان گیلان، تأسیس: ۱۳۴۳ خورشیدی، توسعه: ۱۳۴۹ خورشیدی

۳۱- خانقاه نعمت‌اللهی در خرمشهر، استان خوزستان، تأسیس: ۱۳۴۴ خورشیدی، این خانقاه در دوران جنگ تخریب گردید.

۳۲- خانقاه نعمت‌اللهی صفائیه، شهر ری، استان تهران (مقبره درویشان نعمت‌اللهی)، تأسیس: ۱۳۴۴ خورشیدی، توسعه: ۱۳۴۶ و ۱۳۴۷ خورشیدی

۳۳- خانقاه نعمت‌اللهی در گناباد، استان خراسان، تأسیس: ۱۳۴۴ خورشیدی، پلاک ثبتی ۸۸۵/۱

۳۴- خانقاه نعمت‌اللهی در گنبد کاووس، استان گلستان، تأسیس: ۱۳۴۴ خورشیدی

۳۵- خانقاه نعمت‌اللهی در اصفهان، استان اصفهان، تأسیس: ۱۳۴۵ خورشیدی (تکمیل بنا)، پلاک ثبتی ۲۲۲۰

۳۶- خانقاه نعمت‌اللهی در رودسر، استان گیلان، تأسیس: ۱۳۴۵ خورشیدی

۳۷- خانقاه نعمت‌اللهی در صومعه‌سرا، استان گیلان، تأسیس: ۱۳۴۵ خورشیدی

۳۸- خانقاه نعمت‌اللهی در گرگان، استان گلستان، تأسیس: ۱۳۴۵ خورشیدی

۳۹- خانقاه نعمت‌اللهی در بندر انزلی، استان گیلان، تأسیس: ۱۳۴۵ خورشیدی، پلاک ثبتی ۹ و ۸/۱۳۰۸

۴۰- املاک موقوفه خانقاه نعمت‌اللهی در بندرعباس، استان هرمزگان، خرید و وقف: ۱۳۴۵ خورشیدی، پلاک ثبتی ۳۲۶ و ۳۳۰ و ۳۳۱ از ۳ اصلی، خرید و وقف: ۱۳۵۶ خورشیدی، پلاک ثبتی ۱۰۷۹/۱، وقف در سال ۱۳۷۲ خورشیدی، پلاک ثبتی ۱۹۳۵/۳

۴۱- خانقاه نعمت‌اللهی مظفّریه (مقبره مظفرعلیشاه) در کرمانشاه، استان کرمانشاه، مرمت و توسعه: ۱۳۴۶ خورشیدی، پلاک ثبتی ۳۷۸ اصلی

۴۲- خانقاه نعمت‌اللهی بابل، استان مازندران، تأسیس: ۱۳۴۶ خورشیدی، پلاک ثبتی ۱/۲۴۶۱

۴۳- خانقاه نعمت‌اللهی در اردبیل، استان اردبیل، تأسیس: ۱۳۴۷، توسعه: ۱۳۴۹ خورشیدی

۴۴- خانقاه نعمت‌اللهی در اسدآباد، استان همدان، تأسیس: ۱۳۴۷ خورشیدی، پلاک ثبتی ۱/۱۸۷۳

۴۵- خانقاه نعمت‌اللهی در بندر ترکمن، استان گلستان، تأسیس: ۱۳۴۷ خورشیدی، پلاک ثبتی ۱۷۲۰/۱

۴۶- خانقاه نعمت‌اللهی در جیرفت، استان کرمان، تأسیس: ۱۳۴۷ خورشیدی

۴۷- باغ موقوفه خانقاه نعمت‌اللهی در جیرفت، استان کرمان، تأسیس: ۱۳۴۷ خورشیدی، توسعه: ۱۳۵۳ خورشیدی، پلاک ثبتی بخشی از پلاک ۲۷/۵۴۹

۴۸- خانقاه نعمت‌اللهی در رفسنجان، استان کرمان، تأسیس: ۱۳۴۷ خورشیدی، پلاک ثبتی ۱/۱۹۱۰

۴۹- خانقاه نعمت‌اللهی در بافت، استان کرمان، تأسیس: ۱۳۴۹ خورشیدی، پلاک ثبتی ۸/۱۱

۵۰- خانقاه نعمت‌اللهی در تفت، استان یزد، تأسیس: ۱۳۴۹ خورشیدی

۵۱- خانقاه نعمت‌اللهی در شیراز، استان فارس، تأسیس: ۱۳۴۹ خورشیدی، پلاک ثبتی ۳/۷۵۳

۵۲- خانقاه نعمت‌اللهی در نیشابور، استان خراسان، تأسیس: ۱۳۴۹ خورشیدی، پلاک ثبتی ۳۸۰

۵۳- خوابگاه خدمه، موقوفه خانقاه نعمت‌اللهی در تهران، تأسیس: ۱۳۵۰ خورشیدی

۵۴- عرصه و اعیان موقوفه خانقاه نعمت‌اللهی در لاهیجان، استان گیلان، اهدا و وقف: ۱۳۵۰ خورشیدی، پلاک ثبتی ۱۱ و ۱/۱۱ بخش

۵۵- خانقاه نعمت‌اللهی در بجنورد، استان خراسان، تأسیس: ۱۳۵۱ خورشیدی

۵۶- خانقاه نعمت‌اللهی در ساری، استان مازندران، تأسیس: ۱۳۵۱ خورشیدی، پلاک ثبتی ۹۳۵/۱

۵۷- خانقاه نعمت‌اللهی در شهرضا، استان اصفهان، تأسیس: ۱۳۵۲ خورشیدی، پلاک ثبتی قطعه ۳ از ۱۷۰

۵۸- خانقاه نعمت‌اللهی در کرج، استان تهران، تأسیس: ۱۳۵۳ خورشیدی، پلاک ثبتی بخشی از ۱۶۱ اصلی

۵۹- خانقاه نعمت‌اللهی در رابر، استان کرمان، تأسیس: ۱۳۵۵ خورشیدی، پلاک ثبتی سند دستی

۶۰- خانقاه نعمت‌الله در اردستان، استان اصفهان، تأسیس: ۱۳۵۵ خورشیدی، پلاک ثبتی ۹۶۲

۶۱- خانقاه نعمت‌اللهی در اسلام‌آباد غرب، استان کرمانشاه، تأسیس: ۱۳۵۵ خورشیدی

۶۲- خانقاه نعمت‌اللهی در زرند، استان کرمان، تأسیس: ۱۳۵۵، پلاک ثبتی ۹۶/۲۳۶۸

۶۳- خانقاه نعمت‌اللهی در سرپل ذهاب، استان کرمانشاه، تأسیس: ۱۳۵۵، پلاک ثبتی ۱۲۹/۶۲

۶۴- خانقاه نعمت‌اللهی در سنگسر، استان سمنان، تأسیس: ۱۳۵۵ خورشیدی

۶۵- خانقاه نعمت‌اللهی در قائمشهر، استان مازندران، تأسیس: ۱۳۵۵ خورشیدی، قسمتی از پلاک ۵۹ اصلی

۶۶- خانقاه نعمت‌اللهی در شهمیرزاد، استان سمنان، تأسیس: ۱۳۵۵ خورشیدی، پلاک ثبتی سند دستی

۶۷- خانقاه نعمت‌اللهی در محلات، استان مرکزی، تأسیس: ۱۳۵۵ خورشیدی، پلاک ثبتی ۱۵۵۶/۴۰۷۱

۶۸- زمین موقوفه خانقاه نعمت‌اللهی در راین، استان کرمان، تاریخ وقف: ۱۳۵۵ خورشیدی، سند دستی

۶۹- خانقاه نعمت‌اللهی در زابل، استان سیستان و بلوچستان، تأسیس: ۱۳۵۶ خورشیدی

۷۰- خانقاه نعمت‌اللهی در آمل، استان مازندران، تاریخ وقف: ۱۳۵۶ خورشیدی (وقفنامه دستی)، پلاک ثبتی از اراضی مازیارکلا، در این موقوفه احداث بنای خانقاه آغاز گردید و در سال ۱۳۵۸ متوقف ماند

۷۱- خانقاه نعمت‌اللهی در خرم‌آباد، استان لرستان، تأسیس: ۱۳۵۷ خورشیدی، پلاک ثبتی بخشی از ۲۰۹۶

۷۲- خانقاه نعمت‌اللهی در چابهار، استان سیستان و بلوچستان، تأسیس: ۱۳۶۴ خورشیدی

۷۳- زمین موقوفه خانقاه نعمت‌اللهی در اندیمشک، استان خوزستان، تاریخ وقف: ۱۳۶۹ خورشیدی، سند دستی

۷۴- زمین موقوفه خانقاه نعمت‌اللهی در ملایر، استان همدان، تاریخ وقف: ۱۳۶۹ خورشیدی، پلاک ۶۴۹

## اروپا
خانقاه‌های سلسله نعمت‌اللهی در اروپا به شرح زیر است:
۱- خانقاه نعمت‌اللهی در لندن، انگلستان، تأسیس: ۱۳۵۴ خورشیدی، توسعه: ۱۳۶۴ خورشیدی

۲ - خانقاه نعمت‌اللهی در منچستر، انگلستان، تأسیس: ۱۳۶۶ خورشیدی

۳ - خانقاه نعمت‌اللهی در بنبوری، انگلستان، (مرکز بین‌المللی تحقیقات دربارهٔ تصوف و عرفان ایران)، تأسیس:۱۳۶۹ خورشیدی

۴ - خانقاه نعمت‌اللهی در کلن، آلمان، تأسیس: ۱۳۶۸ خورشیدی

۵ - خانقاه نعمت‌اللهی در مادرید، اسپانیا، تأسیس: ۱۳۷۲ خورشیدی

۶ - خانقاه نعمت‌اللهی کُردُبا، اسپانیا، تأسیس: ۱۳۸۵ خورشیدی

۷ - خانقاه نعمت‌اللهی در پاریس، فرانسه، تأسیس: ۱۳۷۳ خورشیدی

۸ - خانقاه نعمت‌اللهی در لیون، فرانسه، تأسیس: ۱۳۷۵ خورشیدی

۹ - خانقاه نعمت‌اللهی در سوندبیبرگ، سوئد، تأسیس: ۱۳۷۵ خورشیدی

۱۰ - خانقاه نعمت‌اللهی در لیدن، هلند، تأسیس: ۱۳۷۶ خورشیدی

۱۱ - خانقاه نعمت‌اللهی در وین، اتریش، تأسیس: ۱۳۸۱ خورشیدی

۱۲ - خانقاه نعمت‌اللهی در مسکو، روسیه، تأسیس: ۱۳۸۲ خورشیدی

۱۳ - خانقاه نعمت‌اللهی در سن پطرزبورگ، روسیه، تأسیس: ۱۳۸۶ خورشیدی

۱۴ - خانقاه نعمت‌اللهی در ژنو، سوئیس، تأسیس: ۱۳۹۲ خورشیدی

## آمریکای شمالی
خانقاه‌های سلسله نعمت‌اللهی در آمریکای شمالی به شرح زیر است:
۱- خانقاه نعمت‌اللهی در سانفرانسیسکو، کالیفرنیا آمریکا، تأسیس: ۱۳۵۴ خورشیدی، توسعه: ۱۳۷۷ خورشیدی

۲- خانقاه نعمت‌اللهی در نیویورک، نیویورک آمریکا، تأسیس: ۱۳۵۵ خورشیدی

۳- خانقاه نعمت‌اللهی در واشینگتن دی سی، آمریکا، تأسیس ۱۳۵۷ خورشیدی

۴- خانقاه نعمت‌اللهی در بوستون، ماساچوست آمریکا، تأسیس: ۱۳۵۷ خورشیدی

۵- خانقاه نعمت‌اللهی در سیاتل، واشینگتن آمریکا، تأسیس: ۱۳۵۸ خورشیدی

۶- خانقاه نعمت‌اللهی در لس آنجلس، کالیفرنیا، آمریکا، تأسیس: ۱۳۵۹ خورشیدی

۷- خانقاه نعمت‌اللهی در شیکاگو، ایلینوی، آمریکا، تأسیس: ۱۳۵۹ خورشیدی

۸- خانقاه نعمت‌اللهی در سانتافه، نیو مکزیکو، آمریکا، تأسیس: ۱۳۶۰ خورشیدی

۹- خانقاه نعمت‌اللهی در سانتاکروز، کالیفرنیا، آمریکا، تأسیس: ۱۳۶۱ خورشیدی

۱۰- خانقاه نعمت‌اللهی در ساندیاگو، کالیفرنیا، آمریکا، تأسیس: ۱۳۷۷ خورشیدی

۱۱- خانقاه نعمت‌اللهی در تورنتو، اُنتاریو، کانادا، تأسیس: ۱۳۷۴ خورشیدی

۱۲- خانقاه نعمت‌اللهی در مونترآل، کِبِک، کانادا، تأسیس: ۱۳۷۶ خورشیدی

۱۳- خانقاه نعمت‌اللهی در وَنکووِر، بریتیش کلمبیا، کانادا، تأسیس: ۱۳۷۸ خورشیدی

## آمریکای لاتین
۱- خانقاه نعمت‌اللهی در سن میگل، مکزیک، تأسیس: ۱۳۸۶ خورشیدی

## آفریقا
خانقاه‌های سلسله نعمت‌اللهی در آفریقا به شرح زیر است:
۱- خانقاه نعمت‌اللهی در ابیجان، ساحل عاج، تأسیس: ۱۳۶۹ خورشیدی

۲- خانقاه نعمت‌اللهی در پورتو نووو، بنین، تأسیس: ۱۳۷۲ خورشیدی

۳- خانقاه نعمت‌اللهی در پاراکو، بنین، تأسیس: ۱۳۸۴ خورشیدی

۴- خانقاه نعمت‌اللهی در اُگادُوگُو، بورکینافاسو، تأسیس: ۱۳۸۰ خورشیدی

۵- خانقاه نعمت‌اللهی در باماکو، جمهوری مالی، تأسیس: ۱۳۸۱ خورشیدی

۶- خانقاه نعمت‌اللهی در داکار، سنگال، تأسیس: ۱۳۸۵

۷- خانقاه نعمت‌اللهی در اکرا، غنا، جلسات فقری در منازل اخوان برگزار می‌شود

۹- خانقاه نعمت‌اللهی در پورت گنتایل، گابون، جلسات فقری در منازل اخوان برگزار می‌شود

۱۰- خانقاه نعمت‌اللهی در آروشا، تانزانیا، جلسات فقری در منازل اخوان برگزار می‌شود

## اقیانوسیه
خانقاه‌های سلسله نعمت‌اللهی در اقیانوسیه به شرح زیر است:
۱- خانقاه نعمت‌اللهی در سیدنی، استرالیا، تأسیس: ۱۳۷۱ خورشیدی

۲- خانقاه نعمت‌اللهی در آکلند، زلاندنو، تأسیس: خورشیدی